# フライング・ホーム
「フライング・ホーム」（Flying Home）は、1939年にアメリカ合衆国で作られたスウィング・ジャズの楽曲。ライオネル・ハンプトンのヴィブラフォンの演奏で広く知られる、32小節の AABA 構成のジャズの楽曲で、作曲は、ベニー・グッドマン、エディー・デ・ランゲ (Eddie DeLange)、ハンプトンの共作、作詞はシド・ロビン (Sid Robin) による。
伝説では、ハンプトンが初めて飛行機に乗ったとき、待たされる間にイライラしながら吹いていた口笛の旋律が、この曲に発展したとされている。初録音は、1939年11月6日のベニー・グッドマン・セクステットによるもので、ハンプトンと、チャーリー・クリスチャンのソロがフィーチャーされている。その後、いくつかのグループがこの曲を録音したが、その中で最も有名なのは、イリノイ・ジャケー (Illinois Jacquet) のソロをフィーチャーした、ライオネル・ハンプトンとその楽団による1942年の活気に満ちた演奏である。
1979年、エラ・フィッツジェラルドは、パブロ・レコードからリリースしたライブ・アルバム『Digital III at Montreux』に7分超に及ぶバージョンを収めたが、それ以前にもエラは、デッカ・レコードからリリースしたアルバム『ララバイズ・オブ・バードランド』に、ヴィック・ショーン (Vic Schoen) とその楽団との録音を収めている。

## イリノイ・ジャケーのソロ
1942年、18歳だったジャケーは、ハンプトン楽団のバージョンでソロをとった。このレコードはヒットとなった。この演奏は、ジャズの古典となったが、同時に最初のロックンロールのレコードのひとつとも見なされるようになった。ライブ会場でもこの曲はたちまち人気となったが、やがてジャケーは毎晩会場を盛り上げ続けなければいけないことに疲れきってしまうほどになった。ジャケーのソロは編曲と絡みながら編み上げられており、ジャケーの後を継いだハンプトン楽団の後任サクソフォーン奏者たちの誰もが、同じように演奏し続けた。特に、アーネット・コブとデクスター・ゴードンは、ジャケーと同じようにこの曲の演奏で名声をつかんだ。
ジャケーのソロは、サクソフォーンにおける「ホンキング」（本来は「警笛を鳴らす」の意）や「ウェイリング」（本来は「泣き叫ぶ」の意）と呼ばれるスタイルの奏法を確立し、影響を及ぼしていくことになり、そうした奏法は初期のリズム・アンド・ブルースの特徴をなっていった。

## 評価
「フライング・ホーム」は、『マルコムX自伝 (The Autobiography of Malcolm X)』の中で言及されており、1996年にはグラミーの殿堂入りを果たした (Grammy Hall of Fame Award)。映画『マルコムX』では、リンディホップ (Lindy Hop) のダンス振付とともに、この曲が取り上げられている。

ラルフ・エリソンは、1944年に、この曲のために短編「フライングホーム (Flying Home)」を書いたが、この題名はエリソンの死後に出版された短編集『Flying Home and Others Stories』のタイトルにもなった。
『Flying Home』は、モリス・ルーリー (Morris Lurie) の1978年の小説の題名でもある。ルーリーは作品中でジャズへの言及をしばしば用いている。

## 映画での使用
IMDbにおける検索による。
- 『ヒット・パレード』 - A Song is Born (1948年)
- 『アトミック・カフェ』 - The Atomic Cafe (1982年)
- 『メンフィス・ベル』 - Memphis Belle (1990年)
- 『プリティ・リーグ』 - A League of Their Own (1992年)
- 『マルコムX』 - Malcolm X (1992年)
- 『未来は今』 - The Hudsucker Proxy (1994年)
- 『モナリザ・スマイル』 - Mona Lisa Smile (2003年)
- 『ハリウッドランド』 - Hollywoodland (2006年)
- 『ラブソングができるまで』 - Music and Lyrics (2007年)